# 江東區 (日本)
江东区（日语：／ Kōtō ku */?）是日本東京都的特別區之一，位于东京都东部，南临东京湾，全區夹於隅田川与荒川之间。由於区内运河与桥梁众多，亦被称作为“水彩都市”。以海產聞名的築地市場（場內市場）也在2018年10月搬遷至此區，成為豐洲市場。該區有七成面積都是通過填海產生。

## 概要
東京都東部。隅田川與荒川之間的區域，面東京灣。
江戶時代填陸所形成的地區，位於江戶東端，深川地區（舊深川區）有以富岡八幡宮為首的多間神社佛閣。內陸為古老的住宅地與工業區，龜戶有知名的龜戶天滿宮，而錦糸町站南側發展為遊樂地區（但錦糸町站往南至首都高速7號小松川線之間屬墨田區）。此外，周邊地區，特別是臨海副都心與南砂地區等興建起大規模公寓大樓與醫療、福祉設施。雖然豐洲地區與夢之島地區有充足的兒童設施，但近年因公寓大廈的建設使得人口增加快速，造成因少子化陸續進行重整整合的小學略顯不足。同樣的，保育園的不足也讓待機兒童增加。
區內西部（相當於1932年前劃入東京市的地區）在經歷關東大地震與東京大空襲後進行區劃整理。

## 人口
- 世帯数:26万1724世帯
- 人口総数:51万0839人
- 住民基本台帳:48万3775人
  - 男:24万0002人
  - 女:24万3773人
- 外国人登録数:2万7064人
  - 男:1万2825人
  - 女:1万4239人

2008年（平成20年）8月1日現在
| 江東區人口分布圖 |                                               |  |
| 江東區與日本全國年齡別人口分布比較圖 （2005年資料） | 江東區的年齡、男女別人口分布圖 （2005年資料） |  |
| ■紫色是江東區 ■綠色是全国 | ■藍色是男性 ■紅色是女性                       |  |
| 江東區人口變化 \| 1970年 \| 355,873人 \| \| \| 1975年 \| 355,382人 \| \| \| 1980年 \| 362,270人 \| \| \| 1985年 \| 388,927人 \| \| \| 1990年 \| 385,159人 \| \| \| 1995年 \| 365,604人 \| \| \| 2000年 \| 376,840人 \| \| \| 2005年 \| 420,845人 \| \| \| 2010年 \| 460,819人 \| \| \| 2015年 \| 498,109人 \| \| \| 2020年 \| 524,310人 \| \| |                                               |  |
| 資料來源：日本總務省統計中心提供之人口普查數據 |                                               |  |
| 1970年 | 355,873人                                     |  |
| 1975年 | 355,382人                                     |  |
| 1980年 | 362,270人                                     |  |
| 1985年 | 388,927人                                     |  |
| 1990年 | 385,159人                                     |  |
| 1995年 | 365,604人                                     |  |
| 2000年 | 376,840人                                     |  |
| 2005年 | 420,845人                                     |  |
| 2010年 | 460,819人                                     |  |
| 2015年 | 498,109人                                     |  |
| 2020年 | 524,310人                                     |  |

### 日夜間人口
2005年夜間人口（居住者）為420,827人，區外通勤者與通學生、居住者在內的區內日間人口為490,708人，是夜間人口的1.166倍。

## 地理
河川
| - 荒川（荒川放水路） - 隅田川 - 舊中川 - 小名木川 - 橫十間川 - 豎川 | - 仙台堀川 - 大橫川 - 古市場川 - 越中島川 - 平久川 |

運河
| - 東雲運河 - 豐洲運河 - 東雲北運河 - 汐見運河 - 汐濱運河 - 砂町運河 | - 辰巳運河 - 有明西運河 - 曙運河 - 曙北運河 - 北砂北運河 - 砂町南運河 |

隣接自治體
- 中央區、港區、墨田區、品川區、大田區、江戶川區

### 地勢
過去因抽取地下水導致地層下陷，區內大部分為零海拔地帶。另外，區內因多運河與橋梁，有「水彩都市」之稱。區內有臨海副都心與錦糸町、龜戶副都心兩個東京都指定的副都心。
臨海副都心包含了品川區與港區，實際上江東區占了大部分區域，在快速的開發下，新興區域呈現非常現代的景觀。
錦糸町、龜戶副都心為昔日的大繁華街，自古以來就是繁榮的下町地區。1990年代後半起成為東京新景點而快速發展，同時展現下町情緒與現代街區兩種風貌。臨海副都心部多為填海地、以填埋垃圾的「東京垃圾戰爭」聞名的夢之島、青海、有明等觀光區人潮洶湧。
面積39.94平方公里，這包含了與大田區爭奪歸屬權的中央防波堤地區。

### 自然環境
臨海地區的垃圾填埋地夢之島一帶為大型公園，市街開發同時也種植大量樹木，是東京23區內擁有豐富綠地的區域。此外，大島至木場之間進行再開發，大型公園與歩道等增加了此地的綠地。另一方面，錦糸町、龜戶副都心沒有大規模公園，綠地地域也逐漸減少。臨海副都心方面辦公大樓林立，沒有太多綠地。但是南砂、大島、深川等下町與住宅街可見綠地與公園，並種植大量銀杏與柳樹。

## 歷史
區名由來
「江東」的區名代表位在隅田川以東的位置，其他候選區名有辰巳區、東區、永代區等。
區名在1947年（昭和22年）2月21日城東區會、2月25日深川區會中通過。江東區的「江」為深川、「東」為城東的意思。
不過「江東」早在江戶時代就已開始使用，當時是指本所地區或深川地區，廣義指隅田川東部。
沿革
- 1878年（明治11年）11月2日 - 郡區町村編制法施行。東京府內劃分15區6郡，成立深川區與南葛飾郡。
- 1889年（明治22年）5月1日 - 市制、町村制施行，成立市區町村。
  - 東京市成立。深川區屬東京市。
  - 南葛飾郡中，龜戶村、大島村、砂村等成立。
- 1894年（明治27年）12月1日 - 總武本線通車至兩國，龜戶站開業。
- 1900年（明治33年）7月19日 - 龜戶村、大島村施行町制。
- 1904年（明治37年）4月5日 - 東武龜戶線開業。
- 1921年（大正10年）7月1日 - 砂村施行町制。
- 1928年（昭和3年）4月15日 - 東武龜戶線的龜戶水神站開業。
- 1932年（昭和7年）10月1日 - 龜戶町、大島町、砂町編入東京市，3町成立城東區。
- 1943年（昭和18年）7月1日 - 東京都制施行，東京府與東京市廢除。東京都深川區，東京都城東區成立。
- 1947年（昭和22年）3月15日 - 深川區與城東區合併成立江東區。
- 1947年（昭和22年）5月3日 - 地方自治法施行，江東區成為特別區。
- 1965年（昭和40年）5月14日 - 工業用水道南砂町淨水場通水。
- 1967年（昭和42年）9月14日 - 東西線通車至東陽町站，門前仲町站、木場站、東陽町站開業。
- 1969年（昭和44年）3月29日 - 東西線南砂町站開業。
- 1978年（昭和53年）12月21日 - 新宿線通車，森下站、住吉站、西大島站、大島站、東大島站開業。
- 1980年（昭和55年）3月31日 - 工業用水道南砂町淨水場廢止。
- 1982年（昭和57年） - 龜戶（錦糸町）指定為副都心。
- 1988年（昭和63年）6月8日 - 有樂町線通車至新木場站，豐洲站、辰巳站、新木場站開業。
- 1988年（昭和63年）12月1日 - 京葉線通車至新木場站開業。
- 1990年（平成2年）3月10日 - 京葉線通車至東京站，潮見站、越中島站開業。
- 1993年（平成5年） - 彩虹大橋通車，連結江東區與港區。
- 1995年（平成7年） - 臨海地區成為副都心。
- 1995年（平成7年）11月1日 - 百合鷗號通車，船之科學館站〜有明站開業。
- 1996年（平成8年）3月30日 -　臨海線通車，東雲站、陀際展示場站、東京電訊港站開業。
- 2000年（平成12年）12月12日 - 大江戶線森下站、清澄白河站、門前仲町站開業。
- 2003年（平成15年）3月19日 - 半藏門線住吉站、清澄白河站開業。
- 2005年（平成17年）7月17日 - 深川Shuttle開始運行。
- 2005年（平成17年）11月1日 - 江東區社區巴士開始運行。
- 2006年（平成18年）3月27日 - 百合鷗號有明〜豐洲站通車。
- 2010年（平成22年） - 東京灣臨海道路全線通車。

## 地域

### 深川地區（舊深川區）
| - 青海 - 有明 - 石島 - 海邊 - 永代 | - 枝川 - 越中島 - 扇橋 - 木場 - 清澄 | - 佐賀 - 猿江 - 鹽濱 - 潮見 - 東雲 | - 白河 - 新大橋 - 住吉 - 千石 - 千田 | - 高橋 - 辰巳 - 東陽 - 常盤 - 富岡 | - 豐洲 - 平野 - 福住 - 深川 - 冬木 | - 古石場 - 牡丹 - 三好 - 毛利 - 森下 | - 門前仲町 |

### 城東地區（旧城東區）
| - 大島 | - 龜戶 | - 北砂 | - 新砂 | - 東砂 | - 南砂 | - 新木場 | - 夢之島 | - 若洲 |

※ 詳細可劃為9區

| - 白河地區（7町） - 富岡地區（10町） - 豐洲地區（8町） - 小松橋地區（8町） - 東陽地區（4町） | - 龜戶地區（龜戶全域） - 大島地區（大島全域） - 砂町地區（3町） - 南砂地區（6町） |

### 都市核
江東區在各地區的主要地域指定為都市核。
- 東陽

區役所所在地，為江東區的行政中心。東陽町站是東京地下鐵運量最高的單獨車站。不僅有住宅區，也有聚集許多大型企業事務所的辦公商區。
- 龜戶

江東區北部的中心。也被指定為「龜戶、錦糸町副都心」。龜戶站周邊人潮眾多。龜戶天神與船橋屋是自古以來的鬧區，為江東區內最古老的市區化地域之一。不僅為東武龜戶線的始發站，也是LRT（請參照下面的交通部分）計畫的始發站預定地。
- 門前仲町

江東區西部的中心。富岡八幡宮、深川不動等神社佛閣眾多。門前仲町周邊也是「深川」的代表區域。雖沒有大型商業設施，但商店街十分興盛。東西線、大江戶線在此設站。
- 南砂

江東區東部的中心、為住商混合區。現在因再開發的進行，「Topyrec Plaza」與「SUNAMO」等副合商業設施陸續設立。另一方面，親水公園等綠地充足、居住環境優良，近年人口急增。有區立圖書館中央館與順天堂高齡者醫療中心等設施。為LRT的主要站設置預定地。
- 臨海副都心

有明、青海等。觀光地、辦公商區興盛。有調色板城大摩天轮、日本未來科學館等有名景點設施。
- 豐洲

江東區南部的中心。以前為造船場等的工業地帶。現在進行再開發，人口呈現爆炸性增長。高層公寓高層大樓林立。為IHI、NTT DATA、Nihon Unisys本社與芝浦工業大學本部校區、複合商業設施「LaLaPort豐洲」所在地，也是築地市場移轉地，為灣岸引人注目的地區之一。

## 姊妹都市、友好都市
- 日本平泉町
- 加拿大素里

## 區政

### 區長
- 大久保朋果　2023年（令和5年）12月11日就任

### 區議會
- 區議會議長：山本香代子
- 區議會議員席次：44

### 行政機構
- 區職員數：3012人（2006年（平成18年）4月1日）

### 財政
平成20年度預算規模
- 總額：2160億2200万圓
  - 一般會計：1394億1200万圓
  - 國民健康保險會計：480億7800万圓
  - 老人保險會計：29億1600万圓
  - 介護保險會計：198億6100万圓
  - 後期高齡者醫療會計：57億5500万圓

### 區的設施

#### 本廳舍
- 江東區役所本廳舍

東陽4－11－28
| - 龜戶出張所 龜戶2－19－1 - 豐洲出張所 豐洲5－5－1－101 - 白河出張所 白河1－3－28 - 富岡出張所 富岡1-16－12 - 小松橋出張所 扇橋2－1－5 - 大島出張所 大島4－5－1 - 砂町出張所 北砂4－7－3 - 南砂出張所 南砂6－8－3 | - 江東區文化中心 - 東陽4-11-3 - 龜戶文化中心 - 龜戶2-19-1 - 東大島文化中心 - 大島8-33-9 - 豐洲文化中心 - 豐洲2-2-18 - 砂町文化中心 - 北砂5-1-7 - 森下文化中心 - 森下3-12-17 - 古石場文化中心 - 古石場2-13-2 |

## 公共機關

### 消防
- 第七消防方面本部（森下五丁目）※附設深川消防署森下出張所
  - 深川消防署（木場三丁目）消防活動二輪車、救急隊1、無人走行放水車（Rainbow 5）、特別救助隊、消防梯隊
    - 有明分署（有明三丁目）救急隊1
    - 永代出張所（永代二丁目）救急隊無
    - 枝川出張所（枝川三丁目）救急隊無
    - 豐洲出張所（豐洲二丁目）特別消火中隊、救急隊1、大型化學車、屈折放水塔車
    - 森下出張所（森下五丁目）救急隊1

  - 城東消防署（龜戶六丁目）特別救助隊、救急隊1、消防梯隊、補給隊
    - 東砂出張所（東砂七丁目）救急隊1
    - 大島出張所（大島五丁目）救急隊1 化學機動中隊
    - 砂町出張所（北砂四丁目）特別消火中隊、救急隊1
- 航空隊 江東航空中心

### 警察
- 城東警察署
  - 天神橋交番（龜戶三丁目）
  - 龜戶站前交番（龜戶一丁目）
  - 龜戶交番（龜戶九丁目）
  - 大島交番（大島六丁目）
  - 日曹橋交番（南砂二丁目）
  - 葛西橋西交番（東砂五丁目）
  - 砂町交番（北砂四丁目）
  - 進開橋交番（大島四丁目）
  - 元八幡交番（南砂七丁目）
  - 北砂五丁目交番（北砂五丁目）
  - 番所橋交番（東砂二丁目）
  - 東大島站前交番（大島九丁目）
  - 水神森地域安全中心（龜戶四丁目）

- 深川警察署
  - 森下交番（森下三丁目）
  - 住吉交番（住吉二丁目）
  - 東陽交番（東陽三丁目）
  - 門前仲町交番（門前仲町一丁目）
  - 千田交番（千田）
  - 豐洲交番（豐洲二丁目）
  - 白河交番（白河三丁目）
  - 枝川交番（枝川一丁目）
  - 清澄庭園前交番（清澄三丁目）
  - 永代橋地域安全中心（佐賀一丁目）
  - 濱園橋地域安全中心（鹽濱一丁目）

- 東京灣岸警察署（2008年（平成20年）3月31日開署）
  - 都橋交番（東雲一丁目）※ 原屬深川警察署
  - 辰巳交番（辰巳一丁目）※ 原屬深川警察署
  - 新木場站前交番（新木場一丁目）※原屬城東警察署
  - 新木場地域安全中心（新木場一丁目）※原屬城東警察署

- 航空隊 本部、江東飛行中心
- 術科中心
- 江東運轉免許試驗場

### 稅務署
- 江東西稅務署（管轄深川地區）
- 江東東稅務署（管轄城東地區）

### 醫院
- 順天堂大學醫學部附屬順天堂東京江東高齡者醫療中心
- 江東醫院
- あそか醫院
- 藤崎醫院
- 壽康會醫院
- 電訊中心診所
- 木場醫院
- 深川立川醫院
- 癌研究會有明醫院
- 愛育會協和醫院
- 城東社會保險醫院
- 昭和大學附屬豐洲醫院

### 其他
- 東京港灣合同廳舍
- 東京計程車中心

### 水道
- 東京都水道局
  - 水之科學館（有明給水所）
  - 江東給水所
- 東京都下水道局
  - 砂町水再生中心
  - 有明水再生中心
  - 虹之下水道館

### 清掃工場
- 新江東清掃工場
- 有明清掃工場

## 交通

### 鐵路
東日本旅客鐵道（JR東日本）
- 中央·總武緩行線：龜戶站
- 京葉線：越中島站 - 潮見站 - 新木場站

都營地下鐵
- 大江戶線：森下站 - 清澄白河站 - 門前仲町站
- 新宿線：森下站 - （墨田區） - 住吉站 - 西大島站 - 大島站 - 東大島站

東京地下鐵
- 東西線：門前仲町站 - 木場站 - 東陽町站 - 南砂町站
- 有樂町線：豐洲站 - 辰巳站 - 新木場站
- 半藏門線：住吉站 - 清澄白河站

東武鐵道
- 龜戶線：龜戶站 - 龜戶水神站

百合鷗
- 東京臨海新交通臨海線（百合鷗號）：東京國際郵輪碼頭站 - 遠程通信中心站 - 青海站 - 東京國際展覽中心站 - 有明站 - 有明網球之森站 - 市場前站 - 新豐洲站 - 豐洲站

東京臨海高速鐵道
- 臨海線：東京電訊站 - 國際展示場站 - 東雲站 - 新木場站

日本貨物鐵道（JR貨物）
- 總武本線越中島支線

另外，江東區曾經計畫在龜戶 - 新木場之間建造輕軌。第一個方案是龜戶站 - 南砂町站間為高架，以南沿明治通旁的都有地鋪設路廊。第二個方案是龜戶 - 南砂附近利用總武本線（越中島支線），以南一樣沿明治通。但是包括收支狀況、新木場站附近與國道357號的平面交差等許多問題尚待解決，2003年（平成15年）12月定位為「長期構想」，現在是擱置狀態。
- 江東區土木部交通對策課交通係的相關網站
- LRT計畫的質詢與回答[永久]

### 巴士
- 都營巴士
  - 都營巴士深川營業所 - 江東區社區巴士「潮風」、海01系統、豐洲01系統、都05系統、業10系統、木11系統、錦13系統、東15系統、東16系統、門19系統
  - 都營巴士江東營業所 - 急行05系統、急行06系統、都07系統、龜21系統、龜23系統、錦18系統、陽20系統、東22系統、門33系統
  - 都營巴士江戶川營業所 - FL01系統、龜24系統、龜29系統、錦25系統、錦27系統、錦28系統
  - 都營巴士臨海支所 - 東20系統、門21系統、錦11系統、錦22系統、草24系統、龜26系統、秋26系統、兩28系統
  - 都營巴士南千住營業所 - 里22系統、南千48系統
  - 都營巴士青戶支所 - 上26系統
  - 都營巴士品川營業所 - 波01系統，海01系統
- 京濱急行巴士
  - 京濱急行巴士大森營業所 - 井30系統、井32系統、森30系統、森40系統
- 日之丸自動車興業
  - 東京灣Shuttle
- KM觀光巴士
  - km花巴士

### 道路
- 首都高速
  - 中央環状線:平井大橋出入口 - 船堀橋出入口
  - 7號小松川線:錦糸町出入口
  - 9號深川線:福住出入口 - 木場出入口 - 鹽濱入口 - 枝川出口 - 辰巳JCT（接灣岸線）
  - 10號晴海線：東雲JCT-豐洲出入口
  - 灣岸線:新木場出入口 - 辰巳JCT - 有明出入口 - 東雲JCT - 有明JCT - 臨海副都心出入口
- 一般國道
  - 國道14號（京葉道路）
  - 國道357號（東京灣岸道路）
- 都道
  - 清澄通
  - 三目通
  - 四目通
  - 明治通
  - 丸八通
  - 藏前橋通
  - 新大橋通
  - 清洲橋通
  - 葛西橋通
  - 永代通
  - 淺草通
  - 晴海通
  - 東京都道484號豐洲有明線
  - 東京都道477號龜戶葛西橋線
- 其他
  - 東京港臨海道路（計畫線）

### 海上
- 東京都觀光汽船
- 東京都公園協會
- 海洋東九渡船

### 直升機
- 雄飛航空
  - 成田直升機特快
直升機場：東京直升機場

## 觀光、史蹟

### 神社
| 神社名           | 所在地     |
| ---------------- | ---------- |
| 石井神社         | 龜戶四丁目 |
| 龜高神社         | 北砂四丁目 |
| 天祖神社         | 東砂四丁目 |
| 稻荷神社         | 東砂二丁目 |
| 稻荷神社         | 東砂三丁目 |
| 稻荷神社         | 東砂五丁目 |
| 治兵衛稻荷神社   | 北砂三丁目 |
| 志演神社         | 北砂二丁目 |
| 稻荷神社         | 東砂二丁目 |
| 洲崎神社         | 木場六丁目 |
| 富岡八幡宮       | 富岡一丁目 |
| 三穂道別稻荷神社 | 清澄二丁目 |
| 深川稻荷神社     | 清澄二丁目 |
| 稻荷神社         | 佐賀二丁目 |
| 日先神社         | 猿江一丁目 |
| 猿江神社         | 猿江二丁目 |
| 御嶽神社         | 龜戶三丁目 |
| 淺間神社         | 龜戶九丁目 |
| 水神社           | 龜戶四丁目 |
| 稻荷神社         | 大島三丁目 |
| 香取神社         | 龜戶三丁目 |
| 天祖神社         | 東砂六丁目 |
| 宇迦八幡宮       | 千田二丁目 |
| 龜戶天神社       | 龜戶三丁目 |
| 稻荷神社         | 牡丹一丁目 |
| 富賀岡八幡宮     | 南砂七丁目 |
| 深川神明宮       | 森下一丁目 |
| 天祖神社         | 龜戶三丁目 |
| 正木稻荷神社     | 常磐一丁目 |
| 東大島神社       | 大島七丁目 |
| 愛宕神社         | 大島三丁目 |
| 大島稻荷神社     | 大島五丁目 |
| 愛宕神社         | 大島二丁目 |

### 寺院
- 成田山東京別院深川不動堂（深川不動尊）

### 公園
- 清澄庭園
- 若洲海濱公園
- 木場公園
- 猿江恩賜公園
  - Tiara江東（江東公會堂、鄰猿江恩賜公園）
- 仙台堀川公園
- 橫十間川親水公園
- 龜戶中央公園
- 越中島公園
- 青海南埠頭公園
- 青海北埠頭公園
- 青海中央埠頭公園
- 曉埠頭公園
- 有明西埠頭公園
- Symbol Promenade公園
- 水之廣場公園
- 東京都立夢之島公園
  - 江東區夢之島陸上競技場
  - 夢之島熱帶植物館
  - 東京體育文化館
- 渡船埠頭公園
- 有明網球森林公園 - 園區內有有明競技場。
- 東京臨海廣域防災公園（有明之丘）
- 辰巳之森海濱公園
- 辰巳之森綠道公園
- 東雲水邊公園

## 商業設施
- 都市船塢Lalaport豐洲（豐洲）
- 調色盤城（臨海副都心）
- DECKS東京海濱（臨海副都心）
- AQUA CiTY台場（臨海副都心）
- Mediage（臨海副都心）
- 大江戶溫泉物語（臨海副都心）
- DiverCity東京（臨海副都心）
- 東京EAST21（東陽）
- 太陽街龜戶（龜戶）
- atre龜戶
- TOPYREC PLAZA（南砂）
- 深川GATHARIA（木場）
- 南砂町購物中心SUNAMO（新砂）
- Ario北砂（北砂）

## 博物館、美術館
- 東京都現代美術館
- 日本科學未來館
- 瓦斯科學館（東京瓦斯）
- 東京Panasonic中心
- 水之科學館
- 虹之下水道館
- 深川江戶資料館

## 教育

### 幼稚園

#### 區立幼稚園
| - 平久幼稚園 - 南陽幼稚園 - 川南幼稚園 - 燕幼稚園 - 元加賀幼稚園 | - 豐洲幼稚園 - 枝川幼稚園 - 辰巳幼稚園 - 千鳥幼稚園 - 雲雀幼稚園 | - 第一龜戶幼稚園 - 第二龜戶幼稚園 - 大島幼稚園 - 第三大島幼稚園 - 紅葉幼稚園 | - 第五砂町幼稚園 - 東砂幼稚園 - 撫子幼稚園 - 小名木川幼稚園 - 綠幼稚園 |

### 小學校
| 小學校名       | 設立區分 | 郵遞區號 | 住所          |
| -------------- | -------- | -------- | ------------- |
| 明治小學校     | 區立     | 135-0033 | 深川2-17-26   |
| 深川小學校     | 區立     | 135-0005 | 高橋14-10     |
| 八名川小學校   | 區立     | 135-0007 | 新大橋3-1-15  |
| 臨海小學校     | 區立     | 135-0048 | 門前仲町1-1-6 |
| 越中島小學校   | 區立     | 135-0044 | 越中島3-6-38  |
| 數矢小學校     | 區立     | 135-0047 | 富岡1-18-7    |
| 平久小學校     | 區立     | 135-0042 | 木場1-2-2     |
| 東陽小學校     | 區立     | 135-0016 | 東陽3-27-12   |
| 南陽小學校     | 區立     | 135-0016 | 東陽2-1-20    |
| 川南小學校     | 區立     | 135-0015 | 千石2-9-12    |
| 扇橋小學校     | 區立     | 135-0014 | 石島18-5      |
| 元加賀小學校   | 區立     | 135-0021 | 白河4-3-19    |
| 毛利小學校     | 區立     | 135-0001 | 毛利2-2-2     |
| 東川小學校     | 區立     | 135-0002 | 住吉1-12-2    |
| 豐洲小學校     | 區立     | 135-0061 | 豐洲4-4-4     |
| 豐洲北小學校   | 區立     | 135-0061 | 豐洲3-6-1     |
| 東雲小學校     | 區立     | 135-0062 | 東雲2-4-11    |
| 有明小學校     | 區立     | 135-0063 | 有明2-10-1    |
| 枝川小學校     | 區立     | 135-0051 | 枝川3-5-3     |
| 辰巳小學校     | 區立     | 135-0053 | 辰巳1-11-1    |
| 第二辰巳小學校 | 區立     | 135-0053 | 辰巳1-1-22    |
| 第一龜戶小學校 | 區立     | 136-0071 | 龜戶2-5-7     |
| 第二龜戶小學校 | 區立     | 136-0071 | 龜戶6-36-1    |
| 香取小學校     | 區立     | 136-0071 | 龜戶4-26-22   |
| 淺間豎川小學校 | 區立     | 136-0071 | 龜戶9-22-4    |
| 水神小學校     | 區立     | 136-0071 | 龜戶5-22-22   |
| 第一大島小學校 | 區立     | 136-0072 | 大島2-41-4    |
| 第二大島小學校 | 區立     | 136-0072 | 大島3-16-2    |
| 第三大島小學校 | 區立     | 136-0072 | 大島9-5-3     |
| 第四大島小學校 | 區立     | 136-0072 | 大島6-7-8     |
| 第五大島小學校 | 區立     | 136-0072 | 大島8-40-13   |
| 大島南央小學校 | 區立     | 136-0072 | 大島1-20-20   |
| 砂町小學校     | 區立     | 136-0073 | 北砂4-13-23   |
| 第二砂町小學校 | 區立     | 136-0074 | 東砂7-17-30   |
| 第三砂町小學校 | 區立     | 136-0076 | 南砂6-3-13    |
| 第四砂町小學校 | 區立     | 136-0076 | 南砂2-13-18   |
| 第五砂町小學校 | 區立     | 136-0074 | 東砂8-11-5    |
| 第六砂町小學校 | 區立     | 136-0073 | 北砂6-26-6    |
| 第七砂町小學校 | 區立     | 136-0074 | 東砂3-21-5    |
| 小名木川小學校 | 區立     | 136-0073 | 北砂5-22-10   |
| 東砂小學校     | 區立     | 136-0074 | 東砂2-12-14   |
| 北砂小學校     | 區立     | 136-0073 | 北砂1-3-36    |
| 南砂小學校     | 區立     | 136-0076 | 南砂2-3-21    |
| 亀高小學校     | 區立     | 136-0073 | 北砂5-20-16   |

### 中學校
| 中學校名       | 設立區分 | 郵遞區號   | 住所        |
| -------------- | -------- | ---------- | ----------- |
| 深川第一中學校 | 區立     | 〒135-0004 | 森下4-9-22  |
| 深川第二中學校 | 區立     | 〒135-0041 | 冬木22-10   |
| 深川第三中學校 | 區立     | 〒135-0044 | 越中島3-7-1 |
| 深川第四中學校 | 區立     | 〒135-0015 | 千石1-12-12 |
| 深川第五中學校 | 區立     | 〒135-0061 | 豐洲4-11-18 |
| 深川第六中學校 | 區立     | 〒135-0023 | 平野3-6-13  |
| 深川第七中學校 | 區立     | 〒135-0001 | 毛利1-14-1  |
| 深川第八中學校 | 區立     | 〒135-0043 | 塩浜2-21-14 |
| 有明中學校     | 區立     | 〒135-0063 | 有明2-10-1  |
| 辰巳中學校     | 區立     | 〒135-0053 | 辰巳1-10-57 |
| 東陽中學校     | 區立     | 〒135-0016 | 東陽2-1-8   |
| 龜戶中學校     | 區立     | 〒136-0071 | 龜戶9-2-2   |
| 第二龜戶中學校 | 區立     | 〒136-0071 | 龜戶4-51-1  |
| 第三龜戶中學校 | 區立     | 〒136-0071 | 龜戶1-12-10 |
| 大島中學校     | 區立     | 〒136-0072 | 大島8-12-22 |
| 第二大島中學校 | 區立     | 〒136-0072 | 大島3-27-18 |
| 大島西中學校   | 區立     | 〒136-0072 | 大島4-1-23  |
| 砂町中學校     | 區立     | 〒136-0073 | 北砂6-16-28 |
| 第二砂町中學校 | 區立     | 〒136-0074 | 東砂8-10-9  |
| 第三砂町中學校 | 區立     | 〒136-0076 | 南砂3-10-3  |
| 第四砂町中學校 | 區立     | 〒136-0073 | 北砂5-20-17 |
| 南砂中學校     | 區立     | 〒136-0076 | 南砂2-3-20  |
| 第二南砂中學校 | 區立     | 〒136-0076 | 南砂1-2-18  |

※中高一貫校列在高校

### 高等學校
| 高等學校名               | 設立區分 | 郵遞區號   | 住所        |
| ------------------------ | -------- | ---------- | ----------- |
| 城東高等學校             | 都立     | 〒136-0072 | 大島3-22-1  |
| 深川高等學校             | 都立     | 〒135-0016 | 東陽5-32-19 |
| 大江戶高等學校           | 都立     | 〒135-0015 | 千石3-2-11  |
| 東高等學校               | 都立     | 〒136-0074 | 東砂7-19-24 |
| 科學技術高等學校         | 都立     | 〒136-0072 | 大島1-2-31  |
| 江東商業高等學校         | 都立     | 〒136-0071 | 龜戶4-50-1  |
| 墨田工業高等學校         | 都立     | 〒135-0004 | 森下5-1-7   |
| 第三商業高等學校         | 都立     | 〒135-0044 | 越中島3-3-1 |
| 中村中學校、高等學校     | 私立     | 〒135-8404 | 清澄2-3-15  |
| 嘉悅有明中學校・高等學校 | 私立     | 〒135-8711 | 東雲2-16-1  |
| 中央學院大學中央高等學校 | 私立     | 〒136-0071 | 龜戶7-65-12 |

### 大學

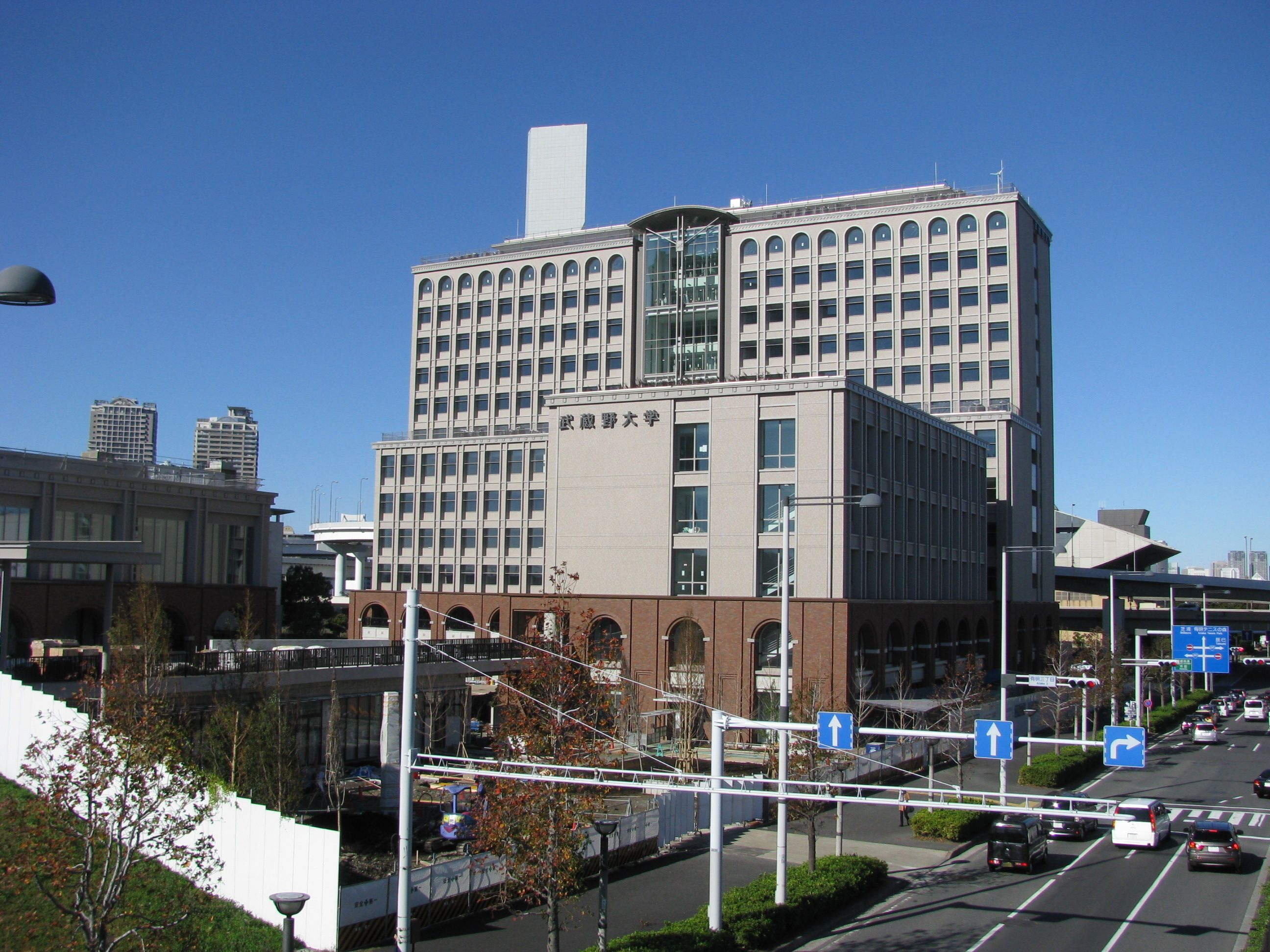
武藏野大學有明校區

- 東京海洋大學越中島校區
- 芝浦工業大學豐洲校區
- 東京有明醫療大學
- 有明教育藝術短期大學
- 武藏野大學有明校區

### 特別支援學校
- 東京都立江東特別支援學校
- 東京都立墨東特別支援學校
- 東京都立大塚聾學校江東分教室

### 專修學校

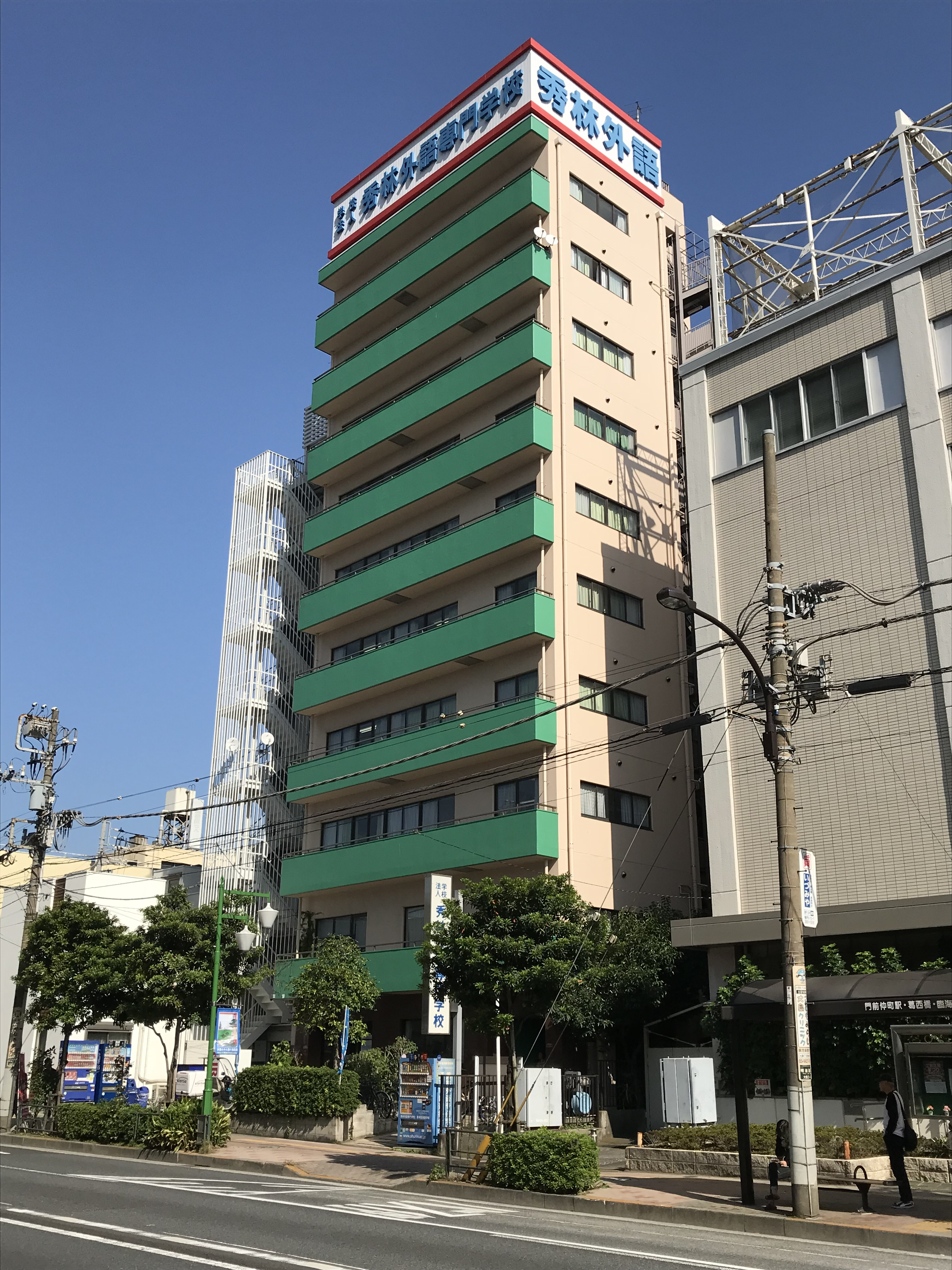
秀林外語專門學校

- 讀賣自動車大學校
- 江東服飾高等專修學校
- 東京服装文化學院
- 秀林外語專門學校
- 東京YMCA社會體育、保育專門學校
- 臨床福祉專門學校

### 國際學校
- K.東京國際學校
- 印度國際學校

### 學校教育以外的設施

#### 相關設施
- 教育中心
  - 東陽2－3－6
- 青少年中心
  - 龜戶7－41－16
- 日光高原學園
  - 栃木縣日光市所野1542-6
- 富士見高原學園
  - 長野縣諏訪郡富士見町境字廣原12067-21

#### 圖書館
| - 江東圖書館（南砂六丁目） - 深川圖書館（清澄三丁目） - 砂町圖書館（北砂五丁目） | - 東陽圖書館（東陽二丁目） - 豐洲圖書館（豐洲二丁目） - 東雲圖書館（東雲二丁目） | - 古石場圖書館（古石場二丁目） - 城東圖書館（大島四丁目） - 龜戶圖書館（龜戶七丁目） | - 東大島圖書館（大島九丁目） - 白河兒童圖書館（白河四丁目） |

#### 職業訓練
- 東京都立城東職業能力開發中心

## 其他設施
- 東京Big Sight（東京國際展示場）
- 電訊中心
- 洲崎球場
- Differ有明
- 東京辰巳國際水泳場
- 江東運轉免許試驗場
- 富士電視台灣岸攝影棚
- 東京國際交流館
- 新木場STUDIO COAST
- 龜戶HARDCORE
- Zepp Tokyo
- 江東區夢之島陸上競技場
- 清澄庭園
- 夢之島熱帯植物館

## 祭典
- 深川祭

富岡八幡宮的例祭在8月15日左右，本祭三年一次。本祭以永代通為起點，經大門通、清澄通、清洲橋、箱崎町、永代橋、永代通至八幡宮，路線跨越江東區、中央區，長達8公里。與山王祭、神田祭並稱為「江戶三大祭」。※2011年（平成23年）為本祭。
- 鷽替神事

每年1月24日、25日在龜戶天神社舉行。
- 藤祭

4月下旬 - 5月上旬在龜戶天神社舉行。
- 江東區民祭中央祭

每年10月中旬在都立木場公園舉行。
- 江東區民祭龜戶地區大會

每年8月下旬在都立龜戶中央公園舉行。
- 江東區民祭大島地區大會

每年9月中旬舉行。
- 江東區民祭砂町地區祭

每年10月上旬舉行。
- 江東花火大會

每年8月上旬舉行。
- 赤旗祭

日本共產黨主辦的活動。
- Comic Market

每年夏、冬在東京Big Sight舉行的同人誌即賣會。

## 著名出身者

### 文化
- 小津安二郎 - 電影導演
- 宮部美幸 - 作家

### 藝能
- 小津安二郎 - 電影導演
- 勝新太郎 - 演員
- 高橋南 - AKB48
- 關智一 - 聲優
- 鄉里大輔 - 聲優
- 青江三奈 - 歌手
- 岩崎宏美 - 歌手
- 岩崎良美 - 歌手
- 華原朋美 - 歌手
- 持田香織 - 歌手（Every Little Thing）
- 坂本昌行 - V6
- 赤西仁 - 前KAT-TUN
- 飯島愛 - 前藝人
- 片瀨那奈 - 女演員

### 體育
- 須藤元氣 - 格闘家
- 松坂大輔 - 職業棒球選手
- 橫山雅美 - 排球選手（電裝蜜蜂）
- 堀米雄斗 - 滑板選手

### 其他
- 宮部美幸 - 作家
- 久夛良木健 - 索尼電腦娛樂代表取締役社長

## 外部連結
- 江東區网站 （页面存档备份，存于）（日語）